# ガストロンジャー
「ガストロンジャー」は、エレファントカシマシの22ndシングル。1999年12月8日に東芝EMI/FAITHFUL.から発売。

## 概要
「真夜中のヒーロー」から7か月ぶり、東芝EMI移籍後最初の作品。「ガストロンジャー」は宮本浩次の造語であり意味はなく、本人は「ガガガガガガッーという感じ」と、インタビューで述べている。
宮本浩次のソロ・アルバム「秋の日に」の初回限定盤の、[Disc 2: Tour 2021-2022 日本全国縦横無尽]にライブ・バージョンが収録。

## 音楽性
黒船来航、太平洋戦争、高度経済成長を経て、発展を遂げた日本と宮本が自分の本流を取り戻したことを歌詞にしている。
これまでのポップス路線とは違い、バンド初期の荒々しいロック調（ただし、サウンド自体はデジタルな感触が加わっている）をバックに、宮本自身の現代の日本・現状に関しての思いを語り続ける楽曲となっており、歌唱部分はほとんどない。宮本いわく「ラップブームだから」。
当初、NHK『ポップジャム』にて披露予定だったが、歌詞の一部「人の良さそうな変な奴がのせられて偉くなっちゃって」の部分を、当時の首相・小渕恵三を皮肉った解釈と思わせるとの理由から別曲での収録となったものの、結局は収録が行われなかった。渋谷陽一もNHK-FM放送の番組である「ワールドロックナウ」にて、「この曲を放送したかったのだが、NHKでは放送禁止となった」と発言している。
「秋の日に」でのライブバージョンは、鉄壁ともいえるバックに支えられて言葉の放射ともいうべき熱量の籠った版である。曲中では収録時期がコロナ明けとも重なったこともあり、その事に言及もしている。

## 収録曲
全作詞・作曲：宮本浩次
全編曲：宮本浩次・根岸孝旨
1. ガストロンジャー (5'25")
2. soul rescue (4'48") - アルバム未収録曲。